# Arsinoitherium
Az Arsinoitherium az emlősök (Mammalia) osztályának fosszilis Embrithopoda rendjébe, ezen belül az Arsinoitheriidae családjába tartozó nem.

## Tudnivalók

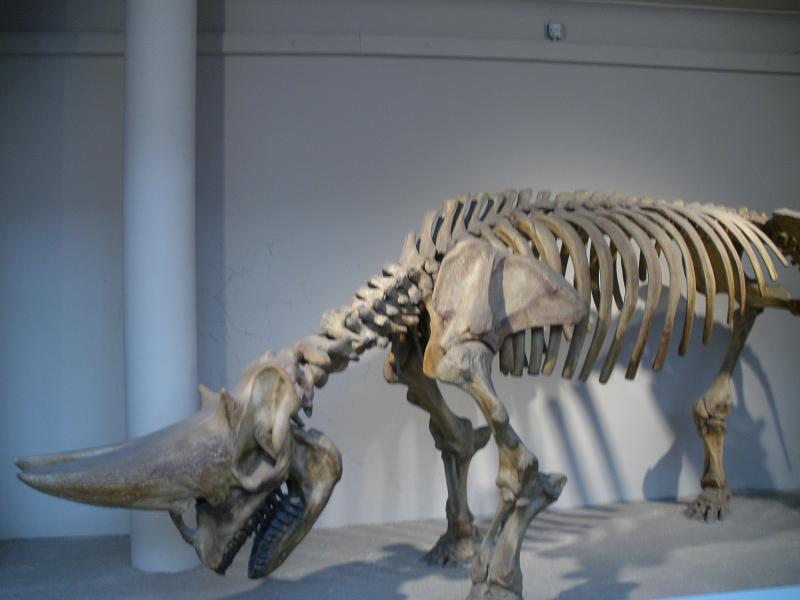
Egy Arsinoitherium zitteli csontvázának a rekonstrukciója a londoni Természettudományi Múzeumban

Az Arsinoitherium 36-30 millió évvel ezelőtt élt, az eocén végén és az oligocén elején Észak-Afrika területén.
Az állat marmagassága 1,75 méter volt. Az Arsinoitheriumot az orrán lévő két nagy szarvról lehet felismerni. A szarvak, belül üresek voltak és biztos, hogy az állat a párzási időszakban vette hasznát, amikor hivogatta társát. De a többi hímmel való versengésben is alkalmasak voltak a szarvak. Az Arsinoitherium egy tömzsi lény volt, szőrtelen bőrrel, amely hasonlíthatott az elefántok bőréhez.
Az Arsinoitherium nagyon válogatós volt az étrendjével kapcsolatosan. Csak egyes gyümölcsöket és leveleket fogyasztotta. Mérete arra utal, hogy ez az állat sok időt töltött az evéssel, és biztos egész nap a rágással foglalkozott.
Az Arsinoitherium kisebb csoportokban élhetett, és ideje nagy részét a vízben töltötte. Lábait nem tudta egészen kiegyenesíteni, következtetve arra, hogy inkább úszott és dagonyázott. Nagy mérete távol tartotta tőle a legtöbb ragadozót, mégis a creodonták el-el kaptak egy fiatalabb állatot.

## Rendszerezés
A nembe az alábbi fajok tartoztak:

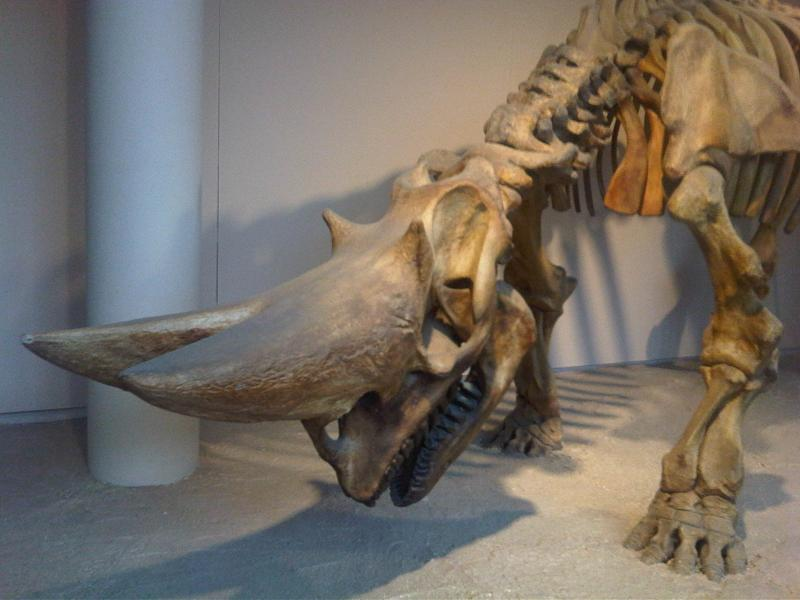
Az Arsinoitherium zitteli koponyája és szarvai közelebbről

- Arsinoitherium andrewsii Lankester, 1903
- Arsinoitherium giganteum Sanders, Kappelman & Rasmussen, 2004
- Arsinoitherium zitteli (Beadnell, 1902)